# Pseudarctia ugandensis
Pseudarctia ugandensis är en fjärilsart som beskrevs av Erich Martin Hering 1926. Pseudarctia ugandensis ingår i släktet Pseudarctia och familjen björnspinnare. Inga underarter finns listade i Catalogue of Life.